# Comité de vigilance de Montmartre
Comité de vigilance de Montmartre (tj. Výbor pro ostražitost Montmartru), nazývaný též Výbor pro ostražitost XVIII. obvodu (Comité de Vigilance du XVIIIe arrondissement) bylo politické sdružení založené krátce před obléháním Paříže a aktivní během Pařížské komuny. Jeho sídlo se nacházelo v rue de Clignancourt.

## Výbor
Výbor založil po 4. září 1870 nově jmenovaný starosta 18. obvodu Georges Clemenceau a předsedala mu Sophie Poirier.
Jeho členové byli úzce spjatí s První internacionálou jako anarchistka Louise Michelová, feministka Paule Minck, člen Rady Pařížské komuny Théophile Ferré nebo feministka Anna Jaclardová, kteří byli politicky blízcí marxismu a libertariánství.
Výbor sehrál klíčovou roli při obraně děl na kopci Montmartre, což byla událost, která iniciovala povstání 18. března 1871.
Výbor se ještě před samotným vyhlášením Komuny podílel na veřejné správě obvodu (vzdělávání, účast na obraně Paříže, sociální pomoc, propaganda apod.). Jeho členka madame Barrois podala neúspěšný návrh na výměnu revolucionáře Augusta Blanquiho za zatčeného pařížského arcibiskupa Georgese Darboye.
Výbor pro ostražitost Montmartru byl aktivní až do Krvavého týdne v květnu 1871. Velká část jeho členů padla na barikádách, přeživší byli buď popraveni, jako Théophile Ferré, nebo donuceni k vyhnanství či odsouzeni k deportaci, jako Louise Michel.